# Sofía Montenegro
Sofía Montenegro (Madrid, 1988) és una artista establerta a Barcelona. Graduada en Belles Arts i Estudis Culturals entre Utrecht i Madrid, Montenegro va ampliar la seva formació amb un màster en Art Praxis al Dutch Art Institute. El seu enfocament artístic se centra en la integració de metodologies que connecten el so amb el visual i l'escènic.
El seu treball s'ha destacat per la creació d'instal·lacions multimèdia, performances i obres audiovisuals que exploren la convergència entre diferents mitjans artístics. Montenegro ha exposat la seva obra tant a escala nacional com internacional, sent reconeguda per la seva capacitat per generar experiències sensorials innovadores i per desafiar els límits convencionals de l'art.

## Premis
1. Seleccionada dues vegades pels Circuits d'Arts Plàstiques de la Comunitat de Madrid.
2. Ha rebut una Ajuda de Creació INJUVE.
3. Premiada amb el Jan Zumbrink Prijs i el Piet Bakker Prijs als Països Baixos.[2]
4. Premiada a Barcelona Producció 2023-24.
5. Guanyadora de Generación 2022.[3]

## Obres

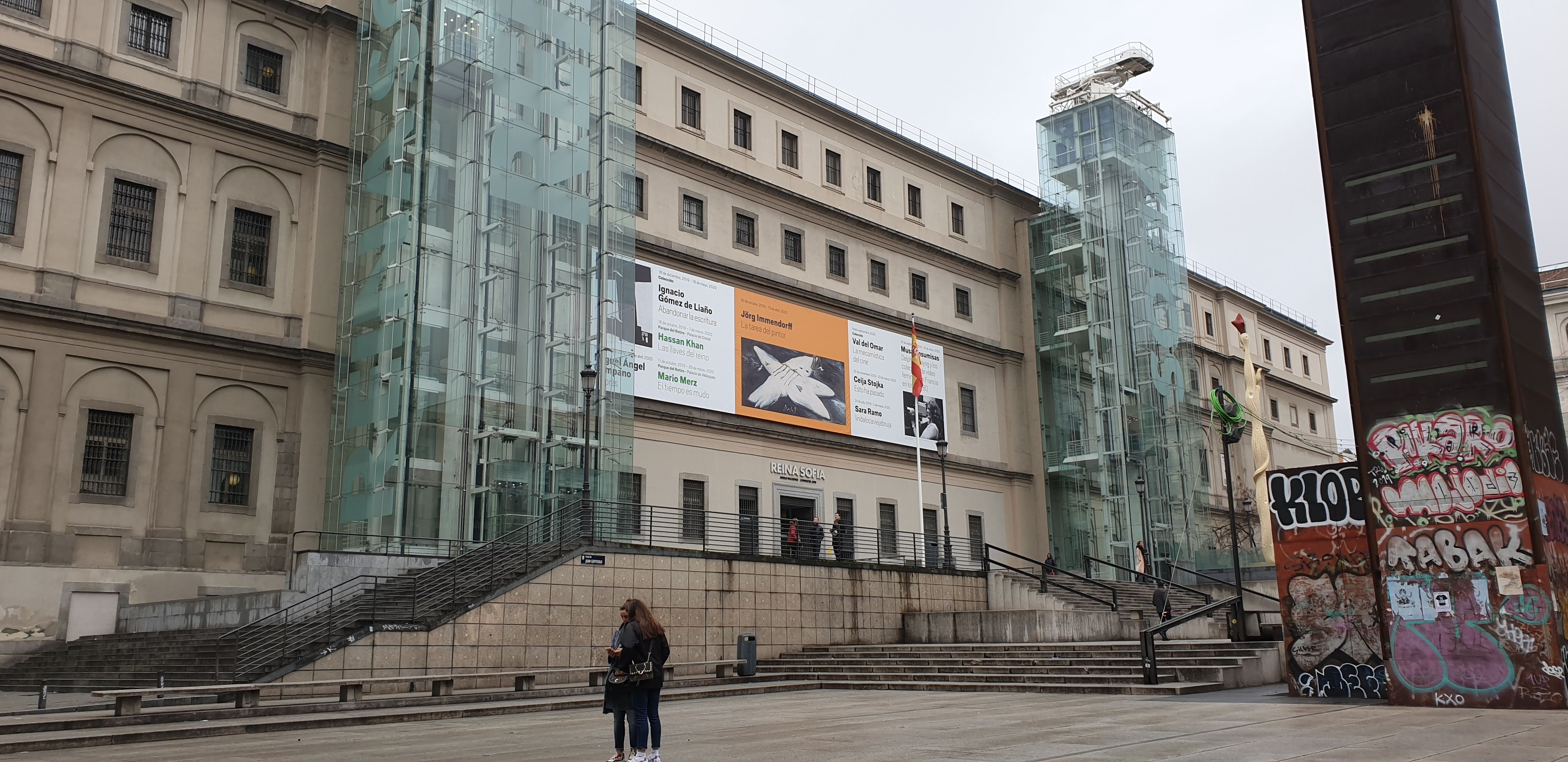
Museu Reina Sofia

- How far does it stretch? (2018, DAI)[4]
- Se Perdían de Vista (2018, Getxoarte)[4]
- In the mangrove, the roots fall from above (2019, DAI)[5]
- Fondo con Delfín (2019, Bosque Real)[6]
- Tenía que Decirlo (2020, Festival House of Displacement)[7]
- Barra de Cinc (2020, Perímetro d'Acción)[8]
- Volver al Fondo (2020, CA2M)[9]
- Relámpago: Agitar con Fuerza (2021, MACBA, CA2M)[10]
- Penelope de día: Construir una imagen. Penélope de noche: deshacer una imagen (2021, Museu Reina Sofía)[11]
- Orilla desde Lejos (2021, Ocèanomar)[12]
- Una mesa, una cancha, una otra (2021, AFFAIR 2021, en Trama 34)[4]
- PANTANO ⁣ (2021, El Chico Madrid)[13]
- Ver venir (2022, La Casa Encendida)[3]
- Observar desde el Oído (2022, Museu Reina Sofía)[14]
- Venir y ver (2022, Matadero Madrid)[15]
- En el Vacío, Destellos (2022, Museu Reina Sofía)[16]
- Ya ha salido el Sol (2022, Can Felipa)[17]
- Cámara Oscura (2023, Museu Reina Sofía)[18]
- Llenar un Vacío (2023, Instal·lació Centre d'Arts Santa Mónica)[19]